# Саначкебио
Саначкебио (груз. სანაჭყებიო) — село в Грузии, на территории Мартвильского муниципалитета края (мхаре) Самегрело-Верхняя Сванетия.

## География
Село находится в западной части Грузии, к западу от реки Техури, на расстоянии приблизительно 18 километров (по прямой) к северо-западу от города Мартвили, административного центра муниципалитета. Абсолютная высота — 351 метр над уровнем моря.

## Население
По результатам официальной переписи населения 2014 года в Саначкебио проживало 170 человек (88 мужчин и 82 женщины). В национальной структуре населения грузины составляли 100 %.
| Год  | Население, человек |
| ---- | ------------------ |
| 2002 | 140                |
| 2014 | ↗ 170              |